# Procollagène-proline dioxygénase
La procollagène-proline dioxygénase, souvent appelée prolyle hydroxylase, est une oxydoréductase qui catalyse la réaction :
L-proline du procollagène + α-oxoglutarate + O2  {\displaystyle \rightleftharpoons }  trans-4-hydroxy-L-proline du procollagène + succinate + CO2.
Cette enzyme est une dioxygénase dépendant de l'α-oxoglutarate, qui catalysent l'incorporation d'oxygène dans des composés organiques à l'aide d'un mécanisme impliquant l'α-oxoglutarate, des cations de fer Fe2+ et du L-ascorbate, ; cette enzyme-ci catalyse la formation d'hydroxyproline, qui est le résidu d'acide aminé résultant d'une modification post-traductionnelle le plus abondant du protéome humain.